# Dák–római háborúk
Dák–római háborúk alatt a 87–106 között lezajlott háborús ütközeteket értjük a Dák Királyság és a Római Birodalom között.

## Előzmények

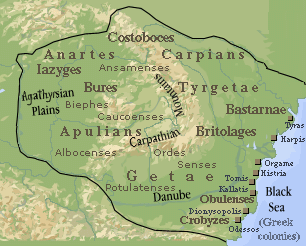
Dacia Boirebisztasz uralma idején

A Dák Királyság i. e. 88-ban jött létre, amikor Boirebisztasz egyesítette az addig szétszórtan élő dák törzseket. Az új állam magva a mai Erdélyben, Hátszeg térségében volt, innen kiindulva a dákok uralmuk alá hajtották egész Erdélyt, egészen az erdős Ukrán-Kárpátokig, majd i. e. 60-ban meghódították a Fekete-tenger keleti partvidékén fekvő görög városokat, s i. e. 55-ben a kelták rovására területeiket a Tiszáig terjesztették ki. A Pompeius és Iulius Caesar között kitört polgárháborúban Burebista Pompeiust támogatta, amivel magára vonta Caesar haragját, aki hadjáratot tervezett a dákok ellen, de már nem tudta kivitelezni, mert i. e. 44 március 15-én meggyilkolták. Pár nap múlva hasonló körülmények között meghalt Boirebisztasz is, halála után a Dák Királyság részeire hullott.

## Az első háború

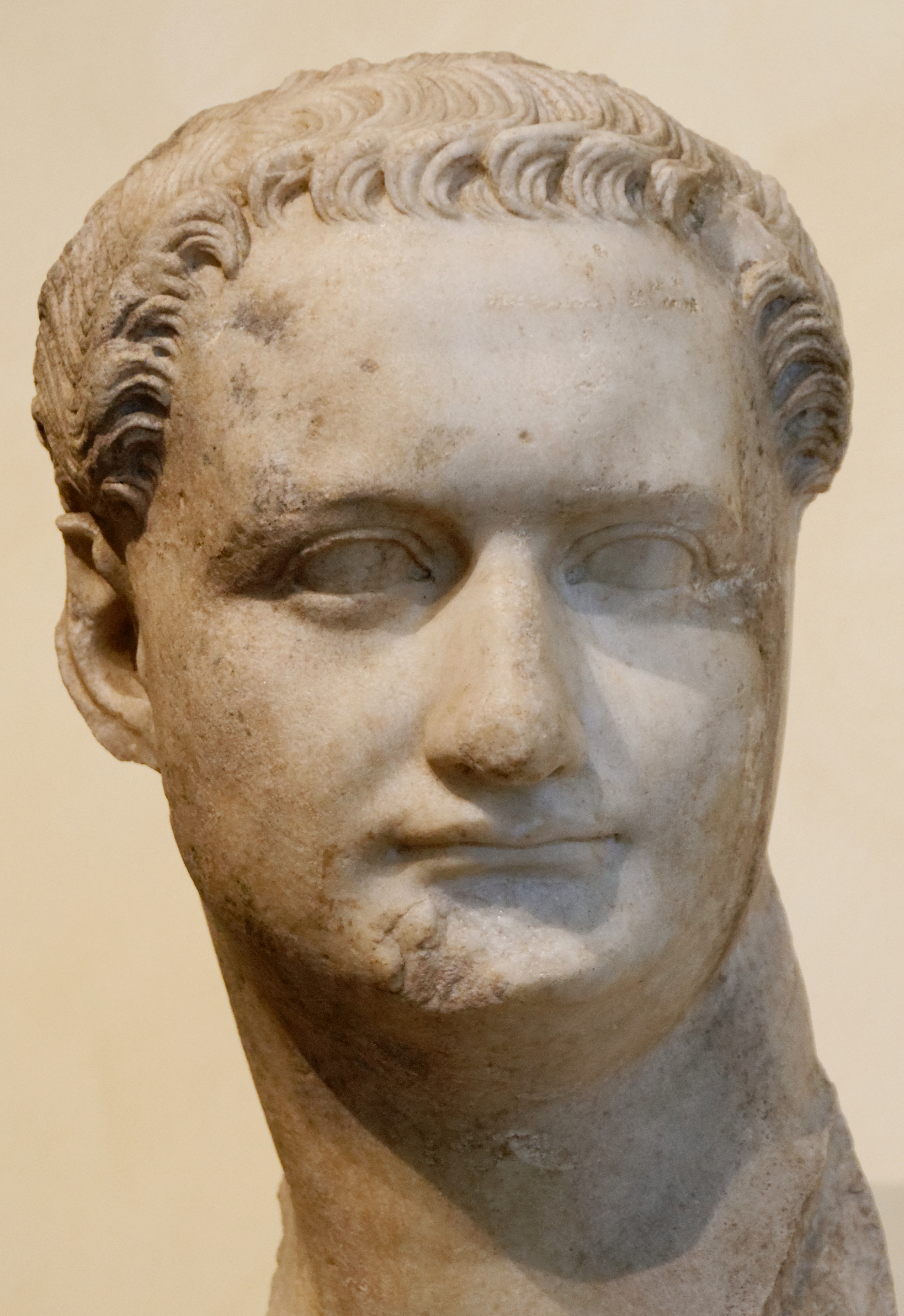
Domitianus római császár

I. sz. 84–85 telén Duras dák király zsákmányszerző hadjáratot indított a Balkán-félszigetre, amely a Római Birodalom uralma alatt állt. Válaszul Domitianus császár azonnal hadsereget küldött Cornelius Fuscus vezetésével Dacia ellen. A római hadjárat (85–86) kudarccal végződött, a rómaiak az erdélyi Vaskapunál levő kis falucska, Tapae mellett vereséget szenvedtek, Fuscus is elesett a csatában. A csata után Duras király lemondott Diurpaneus javára, aki felvette a Decebal (Nagy) nevet.
87-ben megindult az újabb római hadjárat, a légiók parancsnoka ezúttal Tettius Iulianus volt. A római hadsereg ezúttal győzött, ugyancsak Tapae mellett, így Decebal 89-ben békét kötött a rómaiakkal, amelyben elvállalta, hogy az északról jövő barbár támadásokkal szemben megvédi a Birodalmat, cserében az ország területi épsége megmaradt.

## A második háború

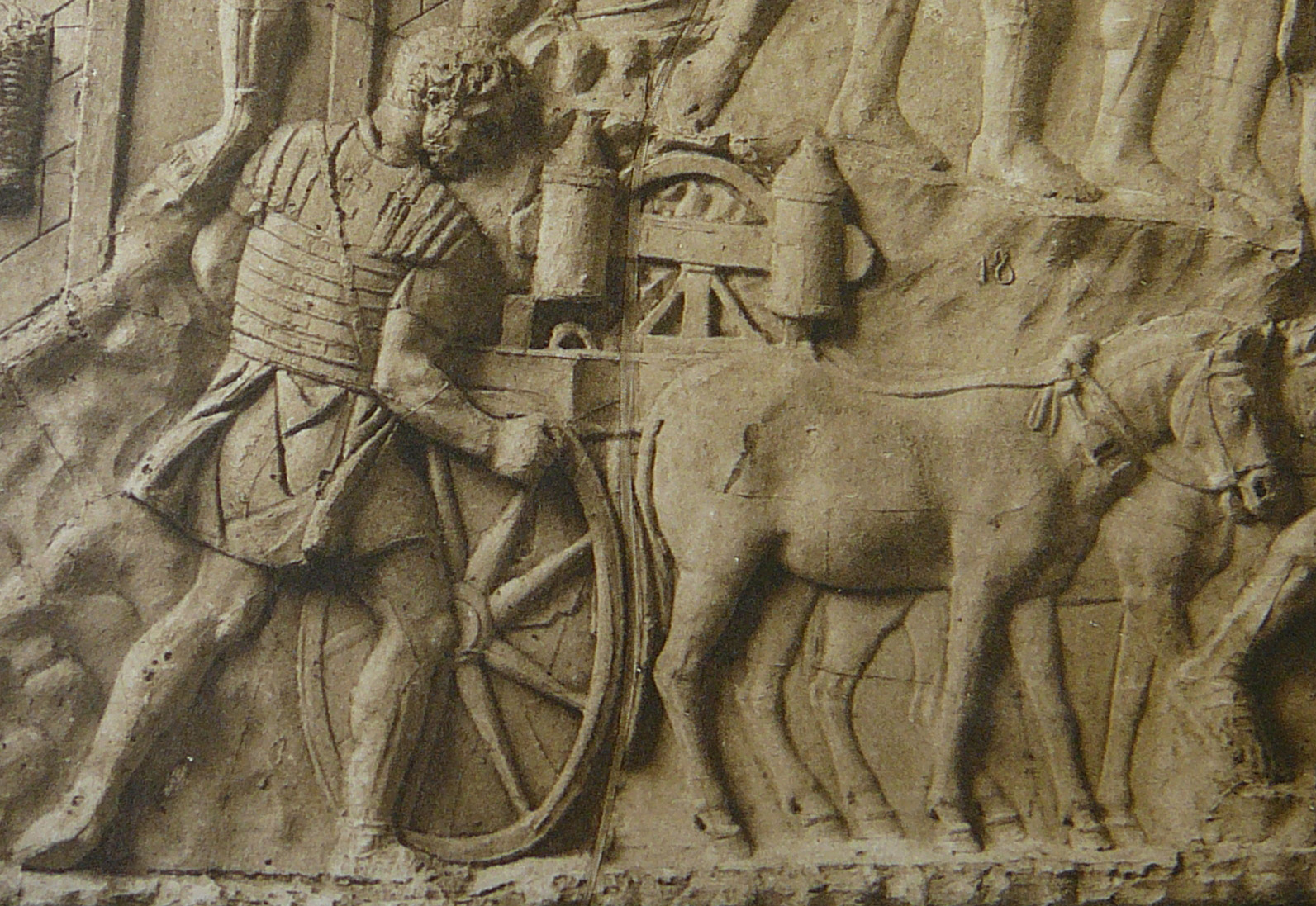
Római katona. Dombormű a Traianus-oszlopról.

Róma és Dacia között rövid ideig tartott a béke. 96-ban meggyilkolták Domitianust, akivel kihalt a Flavius-dinasztia, helyette az Antoninus-dinasztia került trónra. Ennek a dinasztiának Traianus volt a legjelentősebb császára, aki 98-ban került trónra. Traianus Dacia természeti adottságait (arany- és sóbányászat) a birodalom számára szerette volna biztosítani, ezenkívül meg veszélyesnek is tartotta ezt az országot, mivel természetes védelemmel rendelkezett (a Kárpátok miatt) Rómával szemben. Így 101-ben hadjáratot indított a dákok ellen, akiket a római haderő le is győzött, ismét Tapae mellett. Decebal azonban váratlanul támadást indított a rómaiak ellen a dobrudzsai Adamclisinél. Az ott levő római helyőrség súlyos vérvesztesége ellenére visszaverte a dák támadást. A kudarc után Decebal kénytelen volt újra békét kérni. A rómaiak ezúttal súlyosabb feltételeket szabtak: Daciának le kellett rombolnia a Kárpátok mentén kiépített erődrendszerét, ezenkívül le kellett mondania a rómaiak által a háború során elfoglalt területekről (nagyjából a mai Kelet-Bánság területéről).
Habár a két fél békét kötött, szinte azonnal megkezdték a felkészülést egy újabb konfliktusra. Decebal megtámadta és leigázta a rómaiakkal szövetséges jazigokat, míg Traianus hidat építtetett a Dunán a mai Szörényvár (Drobeta-Turnu Severin) mellett. A háború 105-ben újra kiújult: a rómaiak a hídon átvonulva megtámadták a dákokat, akik sorozatos vereségeket szenvedtek a rómaiakkal szemben. 106-ban a rómaiak már a fővárosnál, Sarmisegethuzanál jártak, amelyet hosszú ostrom után elfoglaltak, lakosságát lemészárolták. Decebal elmenekült a római sereg elől, de néhány lovas üldözőbe vette, mire ő a kardjába dőlt, hogy ne kerüljön a rómaiak fogságába.
A háború befejezte után Traianus a Római Birodalomhoz csatolta Daciát, létrehozva Dacia provinciát.

## A háborúk emlékezete
A háborúknak még ma is vannak látható „nyomai”. Ilyenek:
- A Traianus császár által építtetett híd romjai Szörényvár határában.
- Az Adamclisinél elesett római katonák emlékműve az ún. Tropaeum Traiani.
- A római Traianus-oszlop, amelyen a második háború mozzanatai domborművek formájában, képregényszerűen vannak megörökítve.

## Irodalmi feldolgozás
- A neves angol hadtörténész, Adrian Goldsworthy: A győzelem városa c. történelmi regénytrilógiája (PeKo Kiadó,  2022- ) igen átfogóan ábrázolja a kor és a háború (a 2. dák háború) eseményeit, helyszíneit, az érintett népeket, és persze a hadseregeket, katonákat.[1]